# 和田士季
和田 士季（わだ しき、1985年12月2日 - ）は、日本の男性、元声優。静岡県伊豆の国市（旧田方郡伊豆長岡町)出身。

## 出演作品
吹き替え
- 『ダークネスナイト』(セス)
- 『チャットルーム』(サイ、リプリー、男)
- 『ブレイキング・ポイント』(ロン、コック、スティックマン、警備員)
- 『TO SAVE A LIFE』(クライド、フランク、男子生徒、無線)
- 『理想の夫婦の作り方』(レイ)
- 『スコージ 災いをもたらす獣』(コーチ、エドワード、警察無線、保安官代理)
- 『LAW & ORDER:性犯罪特捜班』(season16-19 各役)

アニメ
- 『おまえうまそうだな』恐竜ガヤ
- 『Rainbow 二舎六房の囚人』囚人ガヤ
- 『R15』(親衛隊、ファン)
- 『古橋源六郎暉皃物語』(一揆衆、役人、村人、職員)

朗読
- 演劇集団チキンラン『アサギイロ』(新見錦)
- Projectスナフキン『広くてすてきな宇宙じゃないか』（坂本）

舞台
- 『25』(青色の男)
- Projectスナフキン『ビー・ヒア・ナウ』（ボヤッキー）
- Projectスナフキン『天使は瞳を閉じて（インターナショナル版）』（電通太郎、声）
- 座・あおきぐみ、ツムラ組プロデュース『琉球秘伝』（尚泰久、シロ、刺客）
- 座・あおきぐみ、ツムラ組プロデュース『異人伝』（勇龍）
- じゃがいも村オムニバス公演『花火』(少年、男、老人※一人芝居)

インターネットラジオ
- 『秘密結社RBI ～リア充撲滅委員会～ (リア充撲滅委員会ラジオ)』(小早川透)

ドラマCD
- 『鋼殻のレギオス Chrome Shelled Story」（前編）』（男1）
- 『文明開華 葵座異聞録 桜花爛漫 〜酔いどれ浪漫紀〜』町ガヤ

WEBCM
- 眠眠打破(実験体B)
- スタジオアリスPR動画(父役)

テレビ
- 『踊る!さんま御殿!!』再現V（パチンコ屋店員）